# Bagneux (Marne)
Bagneux je francouzská obec v departementu Marne v regionu Grand Est. Žije zde 408 obyvatel.

## Geografie
Obec leží u hranic departementu Marne s departementem Aube.

### Sousední obce
| Růžice kompasu | Baudement          | Anglure         | Granges-sur-Aube         | Růžice kompasu |
| Růžice kompasu | Saint-Just-Sauvage | Sever           | Étrelles-sur-Aube (Aube) | Růžice kompasu |
| Růžice kompasu | Saint-Just-Sauvage | Bagneux (Marne) | Étrelles-sur-Aube (Aube) | Růžice kompasu |
| Růžice kompasu | Saint-Just-Sauvage | Jih             | Étrelles-sur-Aube (Aube) | Růžice kompasu |
| Růžice kompasu | Clesles            |                 |                          | Růžice kompasu |